# Блејн (Тенеси)
Блејн (енгл. Blaine) град је у америчкој савезној држави Тенеси.

## Демографија
По попису из 2010. године број становника је 1.856, што је 271 (17,1%) становника више него 2000. године.
| Група             | 2000.         | 2010.         |
| Белци             | 1.530 (96,5%) | 1.806 (97,3%) |
| Афроамериканци    | 17 (1,1%)     | 16 (0,9%)     |
| Азијати           | 2 (0,1%)      | 2 (0,1%)      |
| Хиспаноамериканци | 16 (1,0%)     | 17 (0,9%)     |
| Укупно            | 1.585         | 1.856         |